# José Porta
José Porta y Arqued (Sariñena, 3 de diciembre de 1890-Lausana, 20 de noviembre de 1929) fue un músico y violinista español, considerado como el heredero de Pablo de Sarasate.

## Biografía
José Porta nació en la localidad oscense de Sariñena, siendo hijo de Ezequiel Porta y López, médico de dicha localidad, y de Dolores Arqued. Pasó su infancia en este pueblo oscense, a los cinco años le regalaron un violín y muy pronto empezó a destacar como virtuoso del instrumento. A los pocos años su padre le llevó a la Academia de Música de Guioni, fundada por el también sariñenense José Guioni Levetti y participó en la llamada Orquesta Mozart. Era conocido como «Pepito Porta».
Estudió primero con Teodoro Ballo, después con el famoso Pablo de Sarasate que lo avaló, y marchó a Bruselas en 1905 para estudiar con César Thomson. Desde ese momento, hasta su muerte en 1929, regresaría a España en contadas ocasiones, lo que quizá ha contribuido a su olvido. Pero llegó a ser seleccionado por Stravinsky para estrenar alguna de sus obras (en 1918, la Suite de L'histoire du soldat), lo que da idea del nivel que alcanzó. Tuvo relación amistosa y profesional con el pianista español José Iturbi (otro de los intérpretes del estreno de la obra aludida de Stravinsky), con el compositor rumano George Enescu, y con el violinista húngaro Carl Flesch. Fue profesor(conservatorio de Lausanne) del violinista suizo, y posteriormente fundador y director de la Orquesta de Cámara de Lausana, Victor Desarzens. En el año 1925 grabó un par de temas para el sello Polydor. 
En el año 2011 José Ángel Pérez Loriente donó al Gobierno de Aragón una colección de 223 cilindros de principios del siglo XX con grabaciones musicales entre los que destacan diez cilindros de José Porta, única muestra de su trabajo que nos queda en la actualidad y que muestra la importancia que tuvo. Los nueve registros fonográficos se realizaron durante una fiesta que tuvo lugar en septiembre de 1907 en casa de Leandro Pérez, impresor, editor, librero y teniente de alcalde en Huesca. Se trata del Rondó caprichoso de Saint-Saëns (introducción y dos cilindros); el Capricho vasco de Sarasate (distribuido en otros dos cilindros); la Jota de Sarasate; La Ronde des Lutins de Bazzini; una Fantasía sobre el concertante de Lucia de Lammermoor de Donizetti; y un Nocturno de Chopin. Existe un décimo cilindro impresionado por Porta, pero es una segunda versión de uno de estos nueve. De esta colección se editó un libro disco.
Murió a los treinta y ocho años de edad, mientras se encontraba en Suiza.